# علم الحيوان
علم الحيوان (بالإنجليزية: Zoology)، هو الدراسة العلمية للحيوانات. يشمل هذا المجال دراسة بنية الحيوانات، وتطورها الجنيني، وتصنيفها، وعاداتها، وتوزيعها، سواء كانت حية أو منقرضة، بالإضافة إلى دراسة كيفية تفاعلها مع بيئاتها. يُعد علم الحيوان أحد الفروع الأساسية لعلم الأحياء، ويُشتق اسمه من اليونانية القديمة ζῷον (zōion) وتعني "حيوان"، و λόγος (logos) وتعني "معرفة" أو "دراسة".
على الرغم من أن البشر اهتموا منذ القدم بالتاريخ الطبيعي للحيوانات التي عايشوها، واستخدموا هذا الفهم لتدجين بعض الأنواع، فإن الدراسة المنهجية لعلم الحيوان يُمكن إرجاعها إلى الفيلسوف أرسطو. فقد اعتبر الحيوانات كائنات حية، ودرس بنيتها وتطورها، وبحث في تكيفاتها مع بيئاتها ووظائف أعضائها. أما علم الحيوان الحديث، فقد بدأ في عصر النهضة والفترة الحديثة المبكرة، بفضل جهود علماء مثل كارل لينيوس، وأنتوني فان ليفينهوك، وروبرت هوك، وتشارلز داروين، وجريجور مندل وغيرهم.
تركز دراسة الحيوانات اليوم على فهم الشكل والوظيفة، والتكيفات، والعلاقات بين المجموعات المختلفة، والسلوكيات، وعلم البيئة. وقد تطور علم الحيوان إلى تخصصات متعددة تشمل التصنيف، وعلم وظائف الأعضاء، والكيمياء الحيوية، وعلم التطور. ومع اكتشاف بنية الحمض النووي (DNA) بواسطة فرانسيس كريك وجيمس واتسون عام 1953، ازدهر مجال علم الأحياء الجزيئي، مما أدى إلى تقدم كبير في علم الأحياء الخلوي، وعلم الأحياء النمائي، وعلم الوراثة الجزيئي.

## تاريخ
يتتبع تاريخ علم الحيوان دراسة المملكة الحيوانية من العصور القديمة إلى العصور الحديثة. كان على البشر في عصور ما قبل التاريخ دراسة الحيوانات والنباتات في بيئتهم لاستغلالها والبقاء على قيد الحياة. تعود بعض اللوحات والنقوش والمنحوتات الموجودة في الكهوف بفرنسا إلى 15,000 عام، وتُظهر رسومات دقيقة للبيسون (الثور الأمريكي)، والخيول، والغزلان. وبالمثل، وُجدت صور مشابهة في أجزاء أخرى من العالم، حيث ركزت بشكل أساسي على الحيوانات التي كانت تُصطاد للطعام، بالإضافة إلى الحيوانات المفترسة.
استمرت الثورة الزراعية التي تميّزت باستئناس الحيوانات طوال العصور القديمة. ويتجلى فهم الشعوب القديمة للحياة البرية من خلال الرسوم الواقعية للحيوانات البرية والمستأنسة في الشرق الأدنى، وبلاد ما بين النهرين، ومصر، والتي تضمنت أيضًا ممارسات وتقنيات تربية الماشية، والصيد، وصيد الأسماك. كما انعكس اختراع الكتابة على علم الحيوان من خلال وجود صور الحيوانات في الهيروغليفية المصرية.
على الرغم من أن مفهوم علم الحيوان كمجال علمي موحّد ظهر في وقت لاحق، إلا أن العلوم الحيوانية نشأت من التاريخ الطبيعي، الذي يعود إلى الأعمال البيولوجية لكل من أرسطو وجالينوس في العالم اليوناني-الروماني القديم. في القرن الرابع قبل الميلاد، نظر أرسطو إلى الحيوانات باعتبارها كائنات حية، فدرس بنيتها، وتطورها، والظواهر الحيوية المرتبطة بها. كما قسّمها إلى مجموعتين:
- حيوانات ذات دم: وهي ما يعادل اليوم مفهوم الفقاريات.
- حيوانات بلا دم: وهي ما يُعرف الآن بـاللافقاريات.

أمضى أرسطو عامين في جزيرة ليسبوس، حيث راقب ووصف الحيوانات والنباتات، ودرس تكيفات الكائنات المختلفة ووظائف أجزائها. وبعد أربعمئة عام، قام جالينوس الطبيب الروماني بتشريح الحيوانات لدراسة أجزائها ووظائف أعضائها، وذلك لأن تشريح الجثث البشرية كان محظورًا في ذلك الوقت. وقد أدت هذه القيود إلى استنتاجات خاطئة في بعض أبحاثه، ولكن لم يتم تحدي آرائه لعدة قرون، حيث كان يُعتبر التشكيك فيها أمرًا محرمًا، مما أدى إلى جمود دراسة علم التشريح لفترة طويلة.
خلال العصر ما بعد الكلاسيكي، كانت العلوم والطب في الشرق الأوسط الأكثر تقدمًا في العالم، حيث دمجت مفاهيم من اليونان القديمة وروما وبلاد ما بين النهرين، وفارس، بالإضافة إلى التقاليد الهندية القديمة في الأيورفيدا، مع تحقيق العديد من التطورات والابتكارات.

في القرن الثالث عشر، كتب ألبرتوس ماغنوس شروحات وإعادة صياغة لجميع أعمال أرسطو، وشملت كتبه حول علم النبات، وعلم الحيوان، والمعادن معلومات من المصادر القديمة، إلى جانب نتائج أبحاثه الخاصة. وكان نهجه العام حديثًا بشكل مدهش، حيث كتب:
ومن بين الرواد الأوائل في علم الحيوان، كان كونراد غيسنر، الذي نشر موسوعته الضخمة عن الحيوانات Historia animalium بين عامي 1551 و1558 وتألفت من 4,500 صفحة في أربعة مجلدات .
في أوروبا، ظلت أعمال جالينوس حول التشريح غير مشكوك فيها حتى القرن السادس عشر. ومع بداية عصر النهضة والفترة الحديثة المبكرة، شهد علم الحيوان تطورًا جذريًا، مدفوعًا بالاهتمام المتجدد بالتجريبية واكتشاف العديد من الكائنات الحية الجديدة.
برز العديد من العلماء في هذا المجال، من بينهم أندرياس فيزاليوس وويليام هارفي، اللذان اعتمدا على التجارب والملاحظات الدقيقة لدراسة علم وظائف الأعضاء. كما لعب كارل لينيوس، جان باتيست لامارك، وبوفون دورًا بارزًا في تصنيف التنوع الحيوي، ودراسة السجل الأحفوري، والتطور، وسلوك الكائنات الحية. كان أنطوني فان ليفينهوك من الرواد في علم المجهر، حيث كشف عن عالم الكائنات الدقيقة غير المعروف سابقًا، مما مهد الطريق لظهور نظرية الخلية. وقد دعمه في هذا الاكتشاف روبرت هوك، الذي أكد أن جميع الكائنات الحية تتكون من خلية أو أكثر، ولا يمكن أن تنشأ عفويًا. أدى هذا إلى نشوء نظرية الخلية، التي قدمت منظورًا جديدًا للحياة، حيث أصبحت الخلايا الوحدة الأساسية لجميع الكائنات الحية، مما أحدث تحولًا جوهريًا في العلوم البيولوجية.
شهد علم الحيوان تحولًا كبيرًا على مدار القرنين الثامن عشر والتاسع عشر والعشرين بعد أن كان في السابق مجالًا يقتصر على علماء الطبيعة الهواة، ليصبح تخصصًا علميًا احترافيًا بشكل متزايد. درس مستكشفون وعلماء طبيعة، مثل ألكسندر فون هومبولت تفاعل الكائنات الحية مع بيئتها، وكيفية تأثر هذه العلاقة بالعوامل الجغرافية، مما أسس لمجالات الجغرافيا الحيوية، والبيئة، وعلم سلوك الحيوان (الإيثولوجيا). بدأ علماء الطبيعة في رفض مبدأ الماهوية، وأدركوا أهمية الانقراض وقدرة الأنواع على التغير والتطور، مما ساهم في تشكيل فهم أعمق للتنوع الحيوي والتكيفات البيئية.
أدت هذه التطورات، إلى جانب الاكتشافات في علم الأجنة وعلم الحفريات، إلى صياغة نظرية التطور عن طريق الانتقاء الطبيعي التي نشرها تشارلز داروين عام 1859. قدم داروين تفسيرًا لآلية التطور، مدعومًا بأدلة رصدية وتجريبية، مما وضع نظرية التطور العضوي على أسس جديدة. وسرعان ما لاقت نظرية داروين قبولًا واسعًا في الأوساط العلمية، وأصبحت ركيزة أساسية في البيولوجيا الحديثة التي كانت في طور التطور السريع آنذاك. أما الأساس لعلم الوراثة الحديث، فقد بدأ مع تجارب جريجور مندل على نبات البازلاء عام 1865، إلا أن أهمية عمله لم تكن مفهومة في ذلك الوقت، ولم يُدرك تأثيرها الكبير على علم الأحياء إلا في وقت لاحق.
أحدث داروين تغييرًا جذريًا في علمي التشريح وعلم وظائف الأعضاء من خلال دمجهما في نظرية بيولوجية موحدة، وهي نظرية التطور العضوي. وقد أدى ذلك إلى إعادة تصنيف الحيوانات استنادًا إلى علاقاتها السلالية، وإجراء تحقيقات جديدة حول تطور الكائنات الحية، بالإضافة إلى المحاولات الأولى لتحديد علاقاتها الوراثية. ومع نهاية القرن التاسع عشر، انهارت نظرية التولد التلقائي، وبرزت نظرية جرثومية المرض، إلا أن آلية الوراثة ظلت غير مفهومة. ومع مطلع القرن العشرين، أدى إعادة اكتشاف تجارب مندل إلى تطور سريع في علم الوراثة، وبحلول الثلاثينيات، أدى دمج علم الوراثة السكانية مع الانتقاء الطبيعي إلى ظهور التطور الحديث كفرع مستقل من البيولوجيا.
يرتبط علم بيولوجيا الخلية ارتباطًا وثيقًا بمجالات مثل الوراثة، والكيمياء الحيوية، والميكروبيولوجيا الطبية، وعلم المناعة، والكيمياء الخلوية. ومع اكتشاف البنية الحلزونية المزدوجة لجزيء الحمض النووي (DNA) على يد فرانسيس كريك وجيمس واتسون عام 1953، انطلقت ثورة في علم الأحياء الجزيئي، مما أدى إلى تقدم كبير في بيولوجيا الخلية، وعلم الأحياء التطوري، وعلم الوراثة الجزيئي. كما شهد علم التصنيف تحولًا جذريًا، حيث ساعد تسلسل الحمض النووي في توضيح درجات القرابة بين مختلف الكائنات الحية، مما أتاح إعادة هيكلة العلاقات التطورية بينها وفق أسس أكثر دقة.

## النطاق
علم الحيوان هو فرع من العلوم يُعنى بدراسة الحيوانات. يُعرَّف النوع بأنه أكبر مجموعة من الكائنات الحية التي يمكن لأي فردين منها، إذا كانا من الجنس المناسب، أن يتزاوجا وينجبا ذرية خصبة. تم وصف حوالي 1.5 مليون نوع من الحيوانات، ويُقدَّر أن العدد الفعلي قد يصل إلى 8 ملايين نوع. كانت إحدى الضرورات المبكرة في هذا المجال هي تصنيف الكائنات الحية وفقًا لخصائصها واختلافاتها وعلاقاتها، وهو ما يُعرف بعلم التصنيف. في البداية، كان يُعتقد أن الأنواع ثابتة ولا تتغير، لكن مع ظهور نظرية داروين في التطور، نشأ مجال التصنيف النشوئي، الذي يدرس العلاقات بين المجموعات المختلفة أو ما يُعرف بـ "الفرع الحيوي". يُعنى علم النظاميات بدراسة تنوع الكائنات الحية، بينما تُعرف السلالة التطورية لمجموعة معينة من الكائنات باسم "شجرة تطور السلالات"، ويمكن تمثيل العلاقات بين الفرع الحيوي بشكل بياني في مخطط يُعرف بـ مخطط النسل.
في الماضي، كان يُطلق على أي شخص يدرس الحيوانات علميًا اسم "عالم حيوان"، لكن المصطلح أصبح يُستخدم اليوم بشكل أكثر تحديدًا للإشارة إلى من يدرس الحيوانات الفردية، في حين يُعرِّف الباحثون المتخصصون أنفسهم وفقًا لمجالاتهم، مثل: علماء وظائف الأعضاء (Physiologists)، وعلماء السلوك الحيواني (Ethologists)، وعلماء الأحياء التطورية (Evolutionary Biologists)، وعلماء البيئة (Ecologists)، وعلماء الأدوية (Pharmacologists)، وعلماء الغدد الصماء (Endocrinologists)، وعلماء الطفيليات (Parasitologists).

## فروع علم الحيوان
على الرغم من أن دراسة حياة الحيوانات قديمة، فإن شكلها العلمي الحديث يُعد تطورًا حديثًا نسبيًا. يعكس هذا التحول من التاريخ الطبيعي إلى علم الأحياء في بداية القرن التاسع عشر. منذ زمن جون هانتر وجورج كوفييه، ارتبطت دراسة التشريح المقارن بعلم الشكل (Morphography)، مما ساهم في تشكيل المجالات الحديثة لعلم الحيوان، مثل التشريح، وعلم وظائف الأعضاء، وعلم الأنسجة، وعلم الأجنة، وعلم التشوهات الخلقية، وعلم السلوك الحيواني.
نشأ علم الحيوان الحديث لأول مرة في الجامعات الألمانية والبريطانية. في بريطانيا، كان توماس هنري هكسلي شخصية بارزة في هذا المجال، حيث ركّزت أفكاره على علم التشكل عند الحيوانات. ويُعتبره الكثيرون أعظم عالم تشريح مقارن في النصف الثاني من القرن التاسع عشر. وعلى غرار جون هانتر، كانت مقرراته الدراسية تتضمن محاضرات ودروسًا عملية في المختبر، خلافًا للنظام السابق الذي كان يعتمد على المحاضرات فقط.

### التصنيف
التصنيف العلمي في علم الحيوان هو طريقة يستخدمها علماء الحيوان لتجميع وتصنيف الكائنات الحية وفقًا لأنواعها البيولوجية، مثل الجنس أو النوع. يُعد التصنيف البيولوجي أحد أشكال التصنيف العلمي. يعود أصل التصنيف البيولوجي الحديث إلى أعمال كارل لينيوس، الذي قام بتجميع الأنواع بناءً على الخصائص الفيزيائية المشتركة. ومنذ ذلك الحين، تم تعديل هذه التصنيفات لتتوافق بشكل أفضل مع مبدأ داروين في النسب المشترك. وقد ساهم علم الوراثة الجزيئي، الذي يعتمد على تحليل تسلسل الأحماض النووية، في العديد من التعديلات الحديثة في التصنيف، ومن المرجح أن يستمر في ذلك. ينتمي التصنيف البيولوجي إلى علم النظاميات الحيواني.
يعتبر العديد من العلماء الآن أن نظام الممالك الخمس قد أصبح قديمًا. وتعتمد الأنظمة التصنيفية الحديثة بشكل عام على نظام النطاقات الثلاث، وهي:
- العتائق (Archaea): عرفت سابقًا بالبكتيريا البدائية (Archaebacteria)،
- البكتيريا (Bacteria): كانت تُعرف سابقًا بالبكتيريا الحقيقية (Eubacteria)،
- حقيقيات النوى (Eukaryota): تشمل الطلائعيات، والفطريات، والنباتات، والحيوانات.

تعكس هذه المجالات ما إذا كانت خلايا الكائنات الحية تحتوي على أنوية أم لا، بالإضافة إلى الفروق الكيميائية في تركيب الجدار الخلوي. علاوة على ذلك، يتم تقسيم كل مملكة بشكل متسلسل حتى يتم تصنيف كل نوع بشكل منفصل. يتبع التصنيف الترتيب التالي:
النطاق > المملكة > الشعبة > الطائفة > الرتبة > العائلة > الجنس > النوع.
يتم إنشاء الاسم العلمي لأي كائن حي من اسم الجنس واسم النوع. على سبيل المثال، يُصنف الإنسان علميًا باسم Homo sapiens، حيث Homo هو اسم الجنس، وsapiens هو اسم النوع. وعند كتابة الاسم العلمي، يجب كتابة الحرف الأول من الجنس بحرف كبير، بينما يُكتب الاسم النوعي بأحرف صغيرة. كما يمكن إما إمالة الاسم العلمي أو وضع خط تحته.
يُعرف نظام التصنيف السائد باسم تصنيف لينيوس، ويشمل الرتب والتسمية الثنائية. يتم تنظيم تصنيف الكائنات الحية وتسميتها وفقًا لـ القانون الدولي للتسمية الحيوانية. وفي عام 1997، تم نشر مشروع BioCode لمحاولة توحيد نظام التسمية، لكنه لم يُعتمد رسميًا حتى الآن.

### علم الحيوان الفقاري واللافقاري
علم الحيوان الفقاري هو فرع من علم الأحياء يختص بدراسة الحيوانات الفقارية، أي الكائنات الحية التي تمتلك عمودًا فقريًا، مثل الأسماك، والبرمائيات، والزواحف، والطيور، والثدييات. وتشمل التخصصات التصنيفية المختلفة في هذا المجال علم الثدييات، والأنثروبولوجيا البيولوجية، وعلم الزواحف والبرمائيات، وعلم الطيور، وعلم الأسماك، حيث تسعى هذه الفروع إلى تحديد وتصنيف الأنواع، بالإضافة إلى دراسة البنى والآليات الخاصة بكل مجموعة.
أما بقية مملكة الحيوان، فتُدرس في علم الحيوان اللافقاري، وهو مجال واسع ومتعدد الأنواع، يضم الإسفنجيات، وشوكيات الجلد، والغلاليات، والديدان، والرخويات، والمفصليات، والعديد من الشعب الحيوانية الأخرى. ومع ذلك، لا يُدرج في العادة الكائنات وحيدة الخلية أو الطلائعيات ضمن هذا المجال.

### علم الحيوان البنيوي
يدرس علم الأحياء الخلوي الخصائص الهيكلية والفسيولوجية للخلايا، بما في ذلك سلوكها، وتفاعلاتها، وبيئتها. يتم ذلك على المستويات الميكروسكوبية والجزيئية للكائنات وحيدة الخلية مثل البكتيريا، وكذلك للخلايا المتخصصة في الكائنات متعددة الخلايا مثل الإنسان. يعد فهم بنية ووظيفة الخلايا أمرًا أساسيًا في جميع العلوم البيولوجية، حيث تعد أوجه التشابه والاختلاف بين أنواع الخلايا ذات أهمية خاصة في علم الأحياء الجزيئي.
يهتم علم التشريح بدراسة التركيبات الماكروسكوبية، مثل الأعضاء وأجهزة الجسم. يركز هذا العلم على كيفية عمل الأعضاء معًا داخل أجسام البشر والحيوانات، بالإضافة إلى وظائفها المستقلة. يرتبط علم التشريح ارتباطًا وثيقًا بعلم الأحياء الخلوي، حيث يمكن تصنيف كلاهما ضمن الدراسات الهيكلية.
يدرس علم التشريح المقارن أوجه التشابه والاختلاف في تشريح المجموعات الحيوانية المختلفة، وهو مجال وثيق الصلة بعلم الأحياء التطوري وعلم التصنيف الوراثي، الذي يهتم بدراسة تطور الأنواع.

### علم وظائف الأعضاء
يدرس علم وظائف الأعضاء العمليات الميكانيكية والفيزيائية والكيميائية الحيوية للكائنات الحية، محاولًا فهم كيفية عمل جميع البنى معًا كنظام متكامل. يعد الترابط بين البنية والوظيفة مفهومًا أساسيًا في علم الأحياء. يقسم علم وظائف الأعضاء تقليديًا إلى فسيولوجيا النبات وفسيولوجيا الحيوان، لكن بعض المبادئ الفسيولوجية تكون عامة بغض النظر عن الكائن الحي المدروس. على سبيل المثال، يمكن تطبيق ما يتم تعلمه حول فسيولوجيا خلايا الخميرة على الخلايا البشرية أيضًا.
يمتد علم فسيولوجيا الحيوان ليشمل أدوات وأساليب فسيولوجيا الإنسان لدراسة الأنواع غير البشرية. يركز على كيفية عمل وتفاعل الجهاز العصبي، والجهاز المناعي، وجهاز الغدد الصماء، والجهاز التنفسي، والجهاز الدوري في الكائنات الحية المختلفة.

### علم الأحياء النمائي
يهتم علم الأحياء النمائي بدراسة العمليات التي يتم من خلالها تكاثر ونمو الحيوانات والنباتات. يشمل هذا التخصص دراسة تطور الأجنة، والتمايز الخلوي، والتجدد، والتكاثر الجنسي واللاجنسي، والتحول، ونمو الخلايا الجذعية وتمايزها في الكائن البالغ. يتم تناول تطور الحيوانات والنباتات بشكل أوسع في موضوعات مثل التطور، وعلم الوراثيات السكانية، والوراثة، والتباين الوراثي، والوراثة المندلية، والتكاثر.

### علم الأحياء التطوري
علم الأحياء التطوري هو المجال الذي يدرس العمليات التطورية مثل الانتقاء الطبيعي، والأصل المشترك، والانتواع، والتي أدت إلى تنوع الحياة على الأرض. يركز البحث التطوري على أصل الأنواع وتطورها عبر الزمن، ويشمل علماء من تخصصات تصنيفية متعددة. يشمل هذا العلم تخصصات مثل علم الثدييات، وعلم الطيور، وعلم الزواحف، وعلم الحشرات، حيث يستخدم الباحثون هذه الأنواع لدراسة الأسئلة العامة حول التطور.
يعتمد علم الأحياء التطوري على علم الأحافير، الذي يستخدم السجل الأحفوري للإجابة عن أسئلة حول سرعة ونمط التطور، بالإضافة إلى الاستفادة من علم الوراثة السكانية والنظريات التطورية. ومع تطور تقنيات البصمة الوراثية في أواخر القرن العشرين، أصبح استخدامها في علم الحيوان أكثر شيوعًا، مما ساهم في تحليل العلاقات التطورية بين الأنواع المختلفة. في الثمانينيات، أُعيد دمج علم الأحياء النمائي التطوري، الذي كان مستبعدًا سابقًا عن التركيب الحديث لعلم التطور. تشمل المجالات المرتبطة بعلم الأحياء التطوري علم الوراثة السلالية، وعلم التصنيف، وعلم التصنيف الحيوي، والتي تهدف إلى فهم العلاقات التطورية بين الأنواع المختلفة.

### علم السلوك الحيواني
علم السلوك الحيواني (الإيثولوجيا) هو الدراسة العلمية والموضوعية لسلوك الحيوانات في بيئاتها الطبيعية، وهو عكس علم السلوكية، الذي يركز على دراسة الاستجابات السلوكية في بيئة المختبر. يهتم علماء السلوك الحيواني بشكل خاص بتطور السلوك وفهمه في إطار نظرية الانتقاء الطبيعي. وبمعنى ما، يمكن اعتبار تشارلز داروين أول عالم سلوك حديث، حيث أثر كتابه (تعبير العواطف عند الإنسان والحيوان) على العديد من العلماء اللاحقين في هذا المجال.
أحد الفروع الفرعية لعلم السلوك الحيواني هو علم البيئة السلوكي، الذي يسعى للإجابة على الأسئلة الأربعة التي طرحها نيكولاس تينبرغن فيما يتعلق بسلوك الحيوان: ما الأسباب المباشرة لهذا السلوك؟ وما تاريخه التطوري؟ وما قيمته للبقاء؟ وما علاقته بالتطور السلالي؟. ومن مجالات الدراسة الأخرى الإدراك الحيواني، الذي يستخدم التجارب المخبرية والدراسات الميدانية المضبوطة بعناية للتحقيق في ذكاء الحيوان وقدرته على التعلم.

### الجغرافيا الحيوية
تدرس الجغرافيا الحيوية التوزيع المكاني للكائنات الحية على سطح الأرض، مع التركيز على موضوعات مثل الانتشار والهجرة، وتكتونية الصفائح، والتغير المناخي، وعلم التصنيف التطوري. وهو مجال دراسي تكاملي يجمع بين مفاهيم ومعلومات من علم الأحياء التطوري، وعلم التصنيف، وعلم البيئة، والجغرافيا الطبيعية، والجيولوجيا، وعلم الأحافير، وعلم المناخ. يُنسب أصل هذا المجال الدراسي إلى العالم البريطاني ألفريد راسل والاس، الذي نُشرت بعض أعماله بشكل مشترك مع تشارلز داروين.

### علم الأحياء الجزيئي
يدرس علم الأحياء الجزيئي الآليات الوراثية والنمائية المشتركة بين الحيوانات والنباتات، محاولًا الإجابة على الأسئلة المتعلقة بآليات الوراثة الجينية وبنية الجين. في عام 1953، وصف جيمس واتسون وفرانسيس كريك بنية الحمض النووي (DNA) والتفاعلات داخل الجزيء، مما أدى إلى انطلاقة كبيرة في أبحاث علم الأحياء الجزيئي وزيادة الاهتمام بهذا المجال. وعلى الرغم من أن الباحثين يستخدمون تقنيات خاصة بعلم الأحياء الجزيئي، فإنه من الشائع دمج هذه التقنيات مع أساليب من علم الوراثة والكيمياء الحيوية. ويعتمد جزء كبير من علم الأحياء الجزيئي على التحليل الكمي، وقد شهد هذا المجال مؤخرًا تقدمًا كبيرًا باستخدام تقنيات الحوسبة مثل المعلوماتية الحيوية وعلم الأحياء المحوسب.
يعد علم الوراثة الجزيئي، الذي يدرس بنية الجينات ووظائفها، من أكثر الفروع الفرعية البارزة لعلم الأحياء الجزيئي منذ أوائل القرن الحادي والعشرين. وتستفيد فروع أخرى من البيولوجيا من علم الأحياء الجزيئي، سواء بشكل مباشر من خلال دراسة تفاعلات الجزيئات كما في علم الأحياء الخلوي وعلم الأحياء النمائي، أو بشكل غير مباشر حيث تُستخدم التقنيات الجزيئية لاستنتاج الخصائص التاريخية للسكان أو الأنواع، كما هو الحال في مجالات علم الأحياء التطوري مثل علم الوراثة السكانية والتصنيف التطوري. وهناك أيضًا تقليد طويل لدراسة الجزيئات الحيوية من منظور فيزيائي بحت، كما هو الحال في الفيزياء الحيوية.

### التكاثر
تتكاثر الحيوانات عمومًا عن طريق التكاثر الجنسي، وهي عملية تتضمن اتحاد جاميت أحادي الصيغة الصبغية من الذكر وآخر من الأنثى، حيث يتم تكوين كل جاميت عن طريق الانقسام الاختزالي (الميوزي). عادةً، تتحد الجاميتات المنتجة من أفراد منفصلين من خلال عملية الإخصاب لتكوين زيجوت ثنائي الصيغة الصبغية، والذي يمكنه التطور بعد ذلك إلى فرد جديد يتمتع بتركيبة جينية فريدة.
ومع ذلك، تستطيع بعض الحيوانات التكاثر بطريقة بديلة تُعرف بالتكاثر العذري (التوالد البكري). وقد وُصف هذا النوع من التكاثر في الثعابين والسحالي، وكذلك في البرمائيات والعديد من الأنواع الأخرى. في العادة، يحدث الانقسام الاختزالي في الحيوانات التي تتكاثر بالتوالد البكري بطريقة مشابهة لما يحدث في الحيوانات التي تتكاثر جنسيًا، لكن النواة الثنائية الصيغة الصبغية (الزيجوت) تتكوّن من اتحاد جينومين أحاديي الصيغة الصبغية من نفس الفرد بدلاً من فردين مختلفين.

## وصلات خارجية
- عالم الحيوانات
- Books on Zoology at مشروع غوتنبرغ